# Psathyrella aquatica
Psathyrella aquatica é uma espécie de cogumelo aquático. Foi encontrado nos Estados Unidos em 2010.